# Arbat-e Olja
Arbat-e Olja – wieś w Iranie, w ostanie Azerbejdżan Zachodni, w szahrestanie Mijandoab. W 2006 roku liczyła 144 mieszkańców.